# 上观音堂乡
上观音堂乡，是中华人民共和国河北省石家庄市平山县下辖的一个乡镇级行政单位。

## 行政区划
上观音堂乡下辖以下地区：
上观音堂村、骆驼安村、麻地沟村、罗万村、陈卜沟村、秋卜洞村、邢家湾村、花木村、大坪村、古榆树村、上盘松村、下盘松村、磨子沟村、李台村、西沙坪村、了鱼沟村、柏叶沟村、胡塔梁村、胡塔沟村、下观音堂村和柏山村。